# Bad Wiessee
Bad Wiessee er en kommune i Landkreis Miesbach i Regierungsbezirk Oberbayern i den tyske delstat Bayern. Det er en kendt kur- og feriebypå vestbredden af Tegernsee. Bykernen er præget af en typisk oberbayersk byggestil, og speciel er den lange søpromenade, og det stort anlagte strandbad. Ud over de almindelige faciliteter for turister har byen også et spillecasino.
Nærmeste banegård er Gmund, hvor Bayerische Oberlandbahn (BOB) via Holzkirchen har forbindelse til München.
Dourdan i Frankrig har siden 1963 været venskabsby med Bad Wiessee.

## Geografi
Bad Wiessee ligger på vestbredden af Tegernsees ved nordranden af de Bayerske Alper. Til Miesbach er der 15 km, til Holzkirchen 20 km, til Bad Tölz 17 km, til Gmund am Tegernsee (nærmeste banegård) 5 km og til delstatshovedstaden München 50 km. Sammen med nabokommunerne Gmund, Tegernsee og Rottach-Egern er der ud over almindelige busforbindelser (Tegernsee-Ringlinie) regelmæssige skibsforbindelser over søen. I landsbyen Abwinkl munder Söllbach ud i Tegernsee.